# Ouargaye
Ouargaye  là một tổng thuộc tỉnh Koulpélogo ở phía đông Burkina Faso. Thủ phủ làthị xã Ouargaye. Theo điều tra dân số năm 1996, tổng này có tổng dân số 28.603 người .

## Các thị xã và làng xã
- Thị xã Ouargaye (8 744 dân) (thủ phủ)
- Babakou (406 dân)
- Bittin (1 150 dân)
- Boudoughin (794 dân)
- Dimtenga (1 490 dân)
- Kogo (1 171 dân)
- Konglore (1 953 dân)
- Koundoghin (1 631 dân)
- Lerghin (1 094 dân)
- Mene (4 016 dân)
- Naboudin (965 dân)
- Naganga (3 938 dân)
- Tessoaghin (1 251 dân)